# Richi Puspita Dili
Richi Puspita Dili (née le 10 juillet 1989) est une joueuse de badminton indonésienne. Elle a remporté la médaille de bronze aux jeux d'Asie du Sud-Est de 2015 en double mixte avec Riky Widianto et en tournoi par équipe féminine.